# Sayaka Akase
Sayaka Akase –en japonés, 赤瀬紗也香, Akase Sayaka– (25 de agosto de 1994) es una deportista japonesa que compitió en natación.
Ganó dos medallas de bronce en el Campeonato Mundial de Natación en Piscina Corta de 2014, en las pruebas de 200 m espalda y 4 × 100 m estilos.

## Palmarés internacional
| Campeonato Mundial en Piscina Corta | Campeonato Mundial en Piscina Corta | Campeonato Mundial en Piscina Corta | Campeonato Mundial en Piscina Corta |
| Año                                 | Lugar                               | Medalla                             | Prueba                              |
| ----------------------------------- | ----------------------------------- | ----------------------------------- | ----------------------------------- |
| 2014                                | Doha (Catar)                        | Medalla de bronce                   | 200 m espalda                       |
| 2014                                | Doha (Catar)                        | Medalla de bronce                   | 4 × 100 m estilos                   |